# سلمى دايموند
سلمى دايموند هي كاتبة سيناريو وممثلة كندية، ولدت في 5 أغسطس 1920 بكيبك في كندا، وتوفيت في 13 مايو 1985 بلوس أنجلوس في الولايات المتحدة بسبب سرطان الرئة.

## أعمال

### أفلام
- (1963) إنه عالم مجنون مجنون مجنون مجنون[3]

### مسلسلات
- نايت كورت

## وصلات خارجية
- سلمى دايموند على موقع IMDb (الإنجليزية)
- سلمى دايموند على موقع أول موفي (الإنجليزية)
- سلمى دايموند على موقع قاعدة بيانات الأفلام السويدية (السويدية)
- سلمى دايموند على موقع إن إن دي بي (الإنجليزية)
- سلمى دايموند على موقع قاعدة بيانات الفيلم (الإنجليزية)